# 秋立ちぬ
『秋立ちぬ』（あきたちぬ）は、1960年に公開された成瀬巳喜男監督による日本映画。成瀬自身によるプロデュース作品で、原案は笠原良三のオリジナルシナリオ。併映は黒澤明監督作品『悪い奴ほどよく眠る』。

## 概要
笠原良三が執筆したオリジナルの脚本『都会の子』をモチーフに、成瀬自身が翻案を行った作品。クレジットは「脚本:笠原良三」となっている。下町を舞台に大人たちの複雑な人間関係が絡む成瀬の真骨頂とも言えるプロットだが、翻案にあたり主人公の少年に成瀬本人の幼少時代が反映されており、自身や自作について寡黙だった成瀬の半生が窺える貴重な作品である。また「主人公が少年」という設定も、成瀬作品としては極めて珍しいものである。特に、この作品の前後には『女が階段を上る時』や『娘・妻・母』、『妻として女として』、『女の座』など一般に「成瀬らしい」とされる大人の女性たちを描いた作品が多いため、その特色がより際立っている。なお主人公の少年は成瀬映画の常連子役、大沢健三郎が演じている。
大人たちの勝手な事情に振り回される少年少女の健気な姿を描いたストーリーや、2人のささやかな繋がりを描いた演出など、作品としての完成度も高く、成瀬ファンからも総じて人気のある晩年の快作である。本作はこれまでキネマ倶楽部を始め一般に市販されるソフト化は行われたことがなかったが、2022年10月、「東宝DVD名作セレクション」としてDVD化された。アマゾンプライムでも視聴可能。

## あらすじ
小学六年生の秀男は、母に連れられ長野から東京へやってきた。母子共々親戚の家へ寄宿するが、やがて母は秀男を残して駆け落ちしてしまう。都会の生活に馴染めず孤独な秀男だが、ふとしたことから小学四年生の順子と仲良くなる。

## キャスト
以下の役名と出演者名は東宝に従った。
- 深谷秀男：大沢健三郎
- 三島順子：一木双葉
- 深谷茂子：乙羽信子
- 三島直代：藤間紫
- 山田常吉：藤原釜足
- 山田昭太郎：夏木陽介
- 山田春江：原知佐子
- 富岡：加東大介
- 浅尾：河津清三郎
- 小母さん：菅井きん

## スタッフ
以下のスタッフ名は特に記載のない限り東宝に従った。
- 製作・監督：成瀬巳喜男
- 脚本：笠原良三
- 撮影：安本淳
- 音楽：斎藤一郎
- 美術：北辰雄
- 録音：斎藤昭
- 照明：隠田紀一
- 編集：大井英史
- チーフ助監督：野長瀬三摩地
- 製作担当者：喜多村俊男
- 整音：下永尚[2]
- 現像：キヌタ・ラボラトリー[2]